# Francisca Méndez
Francisca Elizabeth Méndez Escobar (Ciudad de México, 10 de julio de 1963) es una diplomática y politóloga mexicana que, desde febrero de 2022, es la titular de la Misión Permanente de México ante Organismos Internacionales ubicados en Ginebra y es embajadora de carrera desde abril de 2017.

## Trayectoria académica
Es licenciada en Ciencias Políticas y Administración Pública por la Universidad Nacional Autónoma de México (UNAM) y cuenta con dos maestrías, una en Estudios Latinoamericanos por la UNAM, y otra en Derecho y Economía de las Comunidades Europeas por la Universidad Estatal de Milán. Asimismo, la embajadora Méndez ha cursado diplomados en materias como política internacional y diplomacia pública.

## Trayectoria diplomática
Ingresó al Servicio Exterior Mexicano el 1 de abril de 1991. Desde entonces, ha desempeñado distintos puestos en la Asesoría de Asuntos Políticos y del Caribe, en la Dirección General para las Naciones Unidas y en la Dirección General para Temas Globales. 
Más adelante se desempeñó como directora general para Organismos y Mecanismos Regionales Americanos, cargo por el cual fungió como Coordinadora Nacional de México en la Alianza del Pacífico, la Cumbre Iberoamericana y la Comunidad de Estados de América Latina y el Caribe. También estuvo adscrita directamente en la Subsecretaria para América Latina y el Caribe como Asesora Especial para asuntos empresariales y educativos. 
La Embajadora Méndez fue Cónsul Adscrita en el Consulado General en Milán y en el Consulado General en Barcelona, del cual estuvo encargas durante año y medio. También ha sido Jefa de Cancillería en las embajadas en Rumania; Costa Rica; Bélgica; España, fungió como Encargada de Negocios ad interim por ocho meses; y en Bélgica y la Misión de México ante la Unión Europea.